# Соболевский, Василий Михайлович
Василий Михайлович Соболевский (1846—1913) — русский публицист, редактор-издатель газеты «Русские ведомости».

## Биография
Родился в дворянской семье. Учился в Орловской гимназии, затем в московском пансионе Р. И. Циммермана. В 1863—1869 годах обучался на юридическом факультете Московского университета, по окончании которого был оставлен для подготовки к профессорскому званию.
В 1871 году Соболевский был командирован за границу для научной работы. В 1873—1876 годах читал лекции в Ярославском (Демидовском) юридическом лицее.
С 1873 года — сотрудник газеты «Русские ведомости». С 1876 году взял на себя техническое руководство по выпуску газеты. С 1882 года, после смерти главного редактора — Н. С. Скворцова, занял его место и возглавил издательское паевое товарищество «Русские ведомости», созданное по его инициативе при финансовой поддержке московской благотворительницы В. А. Морозовой.
Жил в Москве на Поварской улице. Умер в 1913 году в Гаграх. Похоронен в Москве на Ваганьковском кладбище (20 уч.).

### Семья
Василий Михайлович Соболевский с 1882 был гражданским мужем Варвары Алексеевны Морозовой. Их дети, из-за того, что ввиду завещательных затруднений брак не был официально признан, носили фамилию Морозовых и отчество отца:
- Глеб Васильевич Морозов
- Наталья Васильевна Морозова.